# Таймс-Сквер

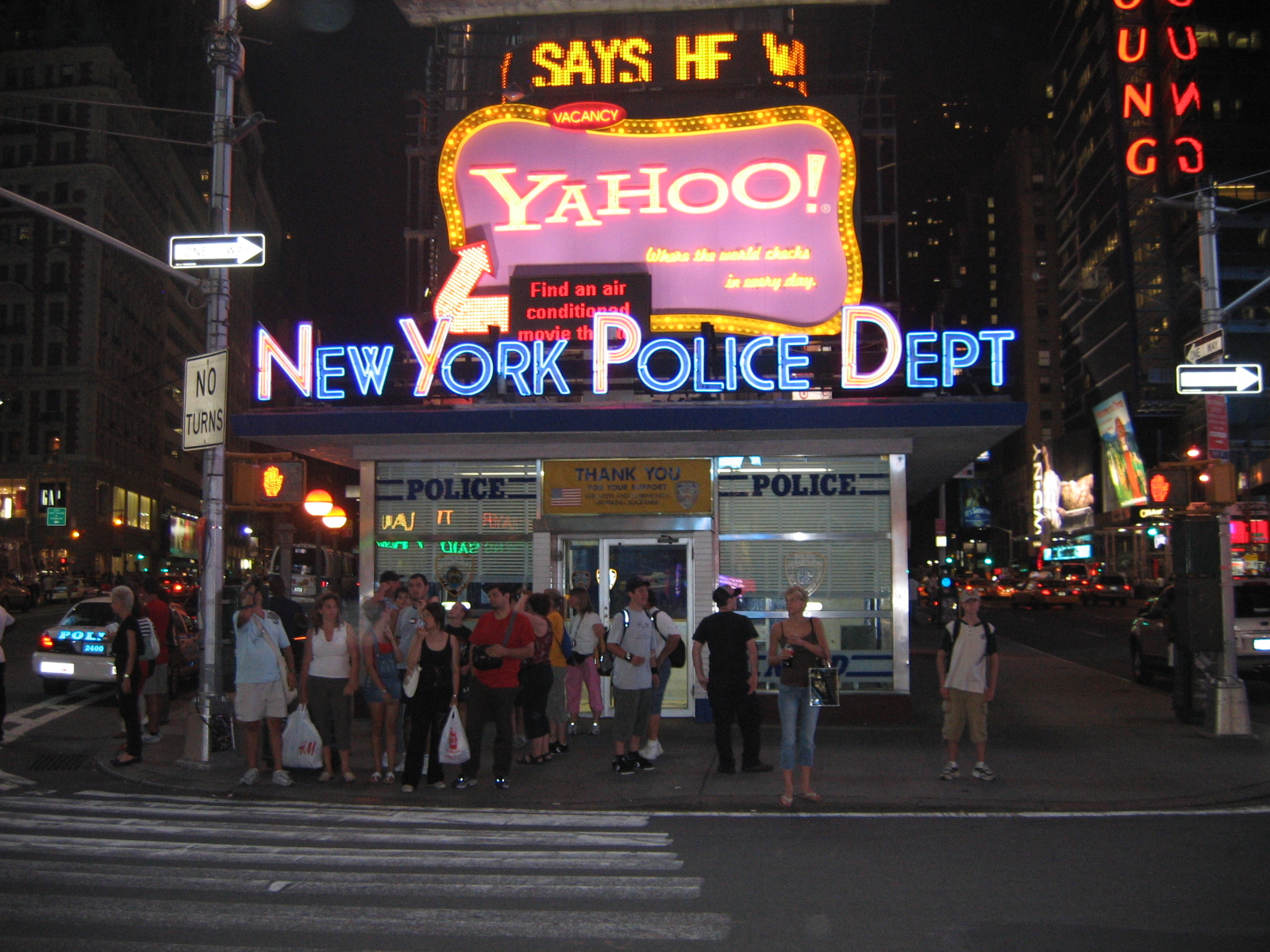
Відділ Поліції на Таймс-сквер

Таймс-сквер (англ. Times Square) — майдан у США у місті Нью-Йорку в окрузі Мангеттен. З 1907 р. Таймс-сквер є традиційним місцем масової зустрічі Нового року. Щороку близько півночі 31-го грудні понад 750 000 людей збираються на Таймс-сквері, аби побачити традиційне спускання кришталевої часової кулі, що має символізувати прихід Нового року.
Таймс-сквер розташований на острові Мангеттен на перетині Бродвею і Сьомої Авеню. Таймс-сквер простягається між 6-ю Авеню і 8-ю Авеню у східно-західному напрямку й між 40-ю стріт і 53-ю стріт у південно-північному напрямку. Відомий також наявністю на навколишніх будинках великої кількості Digital signage.

## Присутність Корпорацій
На Таймс-сквері розташовані штаб-квартири численних міжнародних корпорацій включно з:
- Конде́ Нест Паблікейшнз (англ. Condé Nast Publications (англ.))
- Ернст енд Янг (англ. Ernst and Young (англ.))
- Інстинет (англ. Instinet (англ.))
- Ліман Бразерз (англ. Lehman Brothers (англ.))
- Морган Стенлі (англ. Morgan Stanley (англ.))
- Бейн енд Компані (англ. Bain & Company (англ.))
- Ем-Ті-Ві Нетворкс (англ. MTV Networks (англ.))
- Нью-Йорк Таймс Компані (англ. The New York Times Company (англ.))
- Скадден, Арпс, Слейт, Мегер енд Флом (англ. Skadden, Arps, Slate, Meagher & Flom (англ.))
- Рейтер (англ. Reuters (англ.))
- Елізабет Тейлор (англ. Elizabeth Taylor (англ.))
- Вайаком (англ. Viacom (англ.))

## Сучасність
30 вересня 2017 року на Таймз-Сквер з'явився перший у світі тривимірний рекламний щит. В рекламному щиті Coca-Cola залучені 1760 світлодіодних екранів, розміщених на шести поверхах.